# Transitland
Als ein Transitland, auch Transitstaat oder Durchgangsland, bezeichnet man Länder, in denen ein sehr starker Personen- oder Warendurchreiseverkehr stattfindet. Transitmigration bzw. Transitverkehr bezeichnet die Durchfuhr von Personen oder Waren selbst durch das Hoheitsgebiet eines Staates. So ist Österreich ein typisches Transitland, da es geographisch im Herzen von Europa gelegen ist.

## Beispiele für Transitländer
- Deutschland ist das größte Transitland der EU.[1]
- Die Schweiz ist ein wichtiges Transitland für den europäischen Nord-Süd-Autoreiseverkehr.
- Die Ukraine ist das wichtigste Transitland für russische Öl- und Gasexporte in Richtung Westen.
- Belgien ist Transitland für Westeuropa.
- Polen ist ein Transitland für Migrationsbewegungen.[2]
- Österreich gilt als Transitland, vor allem nach der Ostöffnung nach dem Fall des Eisernen Vorhangs.